# Arquidiocese de Nagpur
A Arquidiocese de Nagpur (Archidiœcesis Nagpurensis) é uma arquidiocese da Igreja Católica situada em Nagpur, na Índia. É fruto da elevação da antiga Diocese de Nagpur, sufragânea da Arquidiocese de Madras e Meliapore, desmembrada da Diocese de Vizagapatam. Seu atual arcebispo é Elias Joseph Gonsalves. Sua sé é a Catedral São Francisco de Sales.

## Prelados
Administração local:
|                | Nome                                | Período    | Notas                       |
| Arcebispos     | Arcebispos                          | Arcebispos | Arcebispos                  |
| -------------- | ----------------------------------- | ---------- | --------------------------- |
| 5º             | Elias Joseph Gonsalves              | 2018-      | Atual                       |
| 4º             | Abraham Viruthakulangara            | 1998-2018  |                             |
| 3º             | Leobard D'Souza                     | 1975-1998  |                             |
| 2º             | Leonard Joseph Raymond              | 1964-1974  |                             |
| 1º             | Eugene Louis D'Souza, M.S.F.S.      | 1953-1963  | Nomeado Arcebispo de Bhopal |
| Bispo auxiliar |                                     |            |                             |
|                | Sylvester Monteiro                  | 1993-1999  | Nomeado Bispo de Aurangabad |
| Bispo          |                                     |            |                             |
| 7º             | Eugene Louis D'Souza, M.S.F.S.      | 1951-1953  |                             |
| 6º             | Louis-François Gayet, M.S.F.S.      | 1934-1950  |                             |
| 5º             | François-Etienne Coppel, M.S.F.S.   | 1907-1933  |                             |
| 4º             | Etienne-Marie Boneventure, M.S.F.S. | 1904-1907  |                             |
| 3º             | Jean-Marie Crochet                  | 1900-1903  |                             |
| 2º             | Charles-Félix Pelvat, M.S.F.S.      | 1893-1900  |                             |
| 1º             | Alexis Riccaz                       | 1887-1892  |                             |